# L'uomo di neve
L'uomo di neve o Il pupazzo di neve è una fiaba scritta da Hans Christian Andersen, che racconta di un pupazzo di neve che si innamora di una stufa. È stata pubblicata da C. A. Reitzel a Copenaghen con il titolo Sneemanden il 2 marzo 1861.

## Trama
La fiaba racconta di un pupazzo di neve che passa tutto il giorno a fissare l'interno della abitazione di chi l'ha costruito, potendo scorgere dalla finestra una stufa, di cui si dichiara innamorato con l'unica compagnia che sembra essere in grado di parlare con lui, un saggio cane. I giorni passano, e il pupazzo di neve continua a struggersi continuando a contemplare ed ammirare la stufa durante la notte (durante il giorno le finestre sono ghiacciate). Una volta che l'inverno finisce, l'uomo di neve si scioglie, ed il cane capisce finalmente il motivo del suo amore per la stufa. Il pupazzo era infatti costruito intorno ad un raschiatoio della stufa, e soffriva per la malinconia di non potersi riunire ad essa.

## Analisi
Il biografo di Andersen, Jackie Wullschlager, descrisse la favola come "un complemento lirico e struggente" a L'abete del dicembre 1844. Wullschlager credeva che "l'uomo di neve" fosse in parte il prodotto dello "struggimento e dell'insoddisfazione" di Andersen nei confronti di Harald Scharff, un giovane e bellissimo ballerino del Kongelige Teater di Copenaghen. Secondo Wullschlager, i due uomini ebbero una relazione nei primi anni del 1860 che portò al poeta "una sorta di appagamento sessuale ed una momentanea fine alla solitudine." È stata l'unica relazione di natura omosessuale ad aver portato ad Andersen un po' di felicità.